# 斯萊奇 (密西西比州)
斯萊奇（英語：Sledge）是位於美國密西西比州奎特曼縣的城鎮。

## 人口
根據2020年美國人口普查的數據，斯萊奇的面積為1.38平方千米，皆為陸地。當地共有人口368人，而人口密度為每平方千米267人。